# Renny Vega
Renny Vicente Vega Hernández (Maracay, 4 de julho de 1979) é um futebolista venezuelano que atua como goleiro e atualmente defende o Deportivo Anzoátegui Sport Club.

## Carreira

### Início da Carreira
Em 1997, Vega viajou para a Itália para jogar nas camadas jovens da Udinese. No entanto, ele voltou para a Venezuela em 1998, juntando Nacional Táchira , um clube da primeira divisão de seu país. Depois de dois anos com Nacional, Vega retornou à Udinese permanecendo no clube por um ano. Ele não voltou para a Venezuela e jogou por vários clubes da Primeira Divisão, incluindo Caracas.

### Bursaspor
Em 2006, ele foi assinado pelo Carabobo, jogando 29 jogos no clube. Em 2007, por causa de suas boas atuações com a seleção e seu clube, ele foi transferido para o clube turco Bursaspor, sendo esta sua segunda aventura no velho continente. Ele estabeleceu-se como os turcos keepers clubes de topo e apareceu em 22 jogos da Liga. Depois de sua passagem pelo Bursaspor, juntou-se ao Denizlispor, jogando apenas um jogo amigável para o clube.

### Caracas
Em janeiro de 2009, após a sua magia ruim no Denizlispor, Vega voltou para a Venezuela, unindo Caracas, o time mais bem sucedido de seu país. Com Caracas jogou tanto na Copa Libertadores e do torneio local. Ele tinha um semestre bem sucedido em Caracas, conquistando o título do Campeonato Venezuelano e também o título da Copa. Em 2010, sua equipe novamente qualificado para a Copa Libertadores, mas teve uma temporada de Copa do pobre, terminando em último lugar no grupo com 2 pontos. Apesar de, desde Caracas venceu o campeonato novamente, sua equipe mais uma vez qualificados para o torneio continental em 2011.

### Colo-Colo
Em 13 de Fevereiro de 2012, Vega confirmou seu acordo de empréstimo ao longo desta temporada de Chile Primera División clube Colo-Colo , depois de que Blanco y Negro chegou a um acordo Caracas para um EUA $ 100,000 taxa. Ele também recebeu recomendações de seu compatriota José Manuel Rey , que foi campeão em PEDREROS em 2009. Ele chegou a Santiago de Chile na manhã de 16 de janeiro, no Aeroporto Internacional, que está sendo apresentado no mesmo dia, durante uma conferência de imprensa no Estádio Monumental em meados de dias.
Devido a Francisco Prieto 's performances muito bem, Vega não conseguiu estrear pelo clube no Torneio Apertura , esta situação fez que Hernán Levy ( Colo-Colo é presidente) declarou à imprensa que ele queria ver jogar com ele, colocando pressão para o técnico Ivo Basay, dando-lhe um prazo de um mês para fazê-lo, No entanto Basay recusou este e permaneceu para Prieto na linha de partida, eo goleiro disse que retornará à Venezuela em Junho. Em 5 de Maio, Vega estreou contra o Unión San Felipe com uma vitória caseira por 1-0, depois do mau desempenho Prieto no superclássico contra o Universidad de Chile na última semana, em que reconheceu cinco gols. Desde então, ele se estabeleceu como primeira escolha goleiro para o time com suas boas atuações adição ao time renovado, que ainda não se perder nos cinco jogos que Renny foi iniciado, e se classificou para as semifinais do Playoff estágio no Torneio Apertura 2012.

## Carreira Internacional

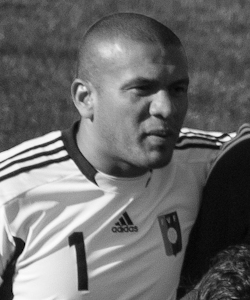
Vega na seleção de Venezuela em 2012

Em 1998, Vega foi nomeado o melhor goleiro da juventude de seu país e foi listada na Venezuela time que iria jogar a Copa América do ano que vem em Paraguai . Em 30 de junho de 1999, ele fez sua estréia internacional, em uma derrota 7-0 contra o desastroso Brasil. Nesse tempo, o Brasil teve craques como Ronaldinho, Roberto Carlos, Ronaldo, Cafu, Rivaldo e Dida.
Depois de um mau desempenho na Copa América 2001, recebendo 13 gols em 3 jogos, ele não foi chamado por um longo tempo para jogar com a equipe nacional.

### Copa América 2007
Vega foi novamente chamado para a seleção em fevereiro de 2007 para um jogo amistoso internacional contra o Chile e também na preparação para a Copa América que terá lugar em seu país de origem. Em maio daquele ano, ele foi listado no 23 convocados pelo técnico Richard Paez para jogar no torneio continental da América do Sul.

### Copa América 2011
Antes da Copa América de 2011 realizada na Argentina, Vega jogou dois dos três amistosos que antecederam o torneio. O primeiro jogo foi uma vitória por 2-0 sobre a Guatemala e no segundo jogo contra a Espanha, Vega cometeu dois erros que levaram sua equipe a uma perda 3-0.
Vega jogou os 90 minutos no jogo de abertura do Grupo B contra o Brasil. Durante o jogo contra a Verde-Amarela, Vega deixou uma série de tentativas de gol de estrelas como Neymar, Alexandre Pato e Robinho, e graças à trave e seu desempenho, o jogo terminou em um empate 0-0. Depois do jogo, Vega disse: "As grandes equipes não estão indo para obter um caminho fácil - eles vão ter que desfazer de tudo em cada jogo".
Em 13 de julho de 2011, no último jogo da fase de grupos contra o Paraguai, a Venezuela avançar para a fase eliminatória pela segunda vez em sua história, depois de desenhar 3-3 de forma dramática. O jogo foi sendo perdido 3-1 no minuto 85, mas graças a um gol de Nicolás Fedor no minuto 89, a equipe procurando o empate no minuto 93, na qual Vega subiu para um canto e se dirigiu a bola assistência zagueiro Grenddy Perozo em marcar o gol de empate.

## Títulos
Caracas
- Campeonato Venezuelano: 2008-09 e 2009-10
- Copa da Venezuela: 2009